# Myospila flavicauda
Myospila flavicauda är en tvåvingeart som beskrevs av Wei 1991. Myospila flavicauda ingår i släktet Myospila och familjen husflugor. Inga underarter finns listade i Catalogue of Life.